# کلی کین
کلی کین (انگلیسی: Kelley Cain؛ زادهٔ ۱۶ مهٔ ۱۹۸۹) بازیکن بسکتبال اهل ایالات متحده آمریکا است.
وی در مسابقات کشوری و بین‌المللی در مجموع برندهٔ ۱ مدال طلا شده‌است.